# Důl Liczyrzepa
Důl Liczyrzepa (Rübezahl) byl rudným dolem v Kowarech v okrese Krkonoše (polsky Powiat karkonoski) v Dolnoslezském vojvodství v Polsku, ve kterém byl těžen fluorit a uranová ruda.

## Poloha
Důl Liczyrzepa se nacházel v Krkonoších na severovýchodních svazích Kowarského hřebenu (Kowarski Grzbiet), v údolí Kružnického potoka (Kuźniczy potok) a Jelení strouhy (Jelenia Struga), na severozápadním svahu vrchu Sulica, v horní části Kowary. Ložisko bylo tvořeno krystalickými břidlicemi různých druhů, krystalickými vápenci a rulami. Ve fluoritové žíle ze nacházely omezená hnízda uranové rudy.

## Historie
Po objevení křemičito-fluoritového zrudnění na severozápadním svahu vrchu Sulica byl založen důl Rübezahl pro těžbu fluoritu. Fluorit byl důležitým tavidlem v měděných hutích v Ciechanovicích. Fluorit byl těžen asi do roku 1860. K fluoritové žíle vedla štola č. 7 zaražená na jihovýchodní straně svahu kopce Sulica v nadmořské výšce asi 700 m. Délka štoly byla 1600 m (včetně chodníků). Druhá štola č. 8 byla zaražena o 35 m níže v délce 125 m. K ložisku byla vyhloubena jáma č. 2. V dole Rübezahl pracovalo kolem 60 horníků.
Uran byl objeven v roce 1911. Po druhé světové válce v letech 1948–1955 probíhala těžba uranové rudy v dole Liczyrzepa. V tomto období byla  jámy č. 2 prohloubena do hloubky 240 m a ložisko otevřeno v úrovních - 115, - 155 a - 235 m. Z úrovně štoly č. 7 byla hloubena k povrchu šachtice č. 1 a z jihozápadní strany štola č. 9 v délce 212 m. V nadmořské výšce 649 m z jihozápadní strany byla ražena štola č. 20 v délce 650 m. Celkem do roku 1954 bylo vyraženo na 7581 m hlavních vodorovných dobývek a 456 m svislých. Bylo vytěženo na 47 570 m3 hlušiny, která byla uložena na odvalech. Odvaly byly částečně využity a srovnány. Po roce 1954 byla ponechána pouze štola č. 9 s objekty na povrchu. Objekty byly využívány jako sklady výbušnin pro uranový důl Oblast 1 – Důl Podgórze. Štola č. 20. byla využívána ke školení důlních záchranářů.
V současné době pod názvem Sztolnie Kowary jsou využívány v délce 1200 m jako turistická atrakce. Přístupné jsou štoly č 9. 9a, 7 a 8 od 29. dubna 2000. Na pozemní trase se nachází 13 stanovišť s dozimetry.